# Paragaleus leucolomatus
Paragaleus leucolomatus es una especie de elasmobranquio carcarriniforme de la familia Hemigaleidae.